# Dariusz Parkitny

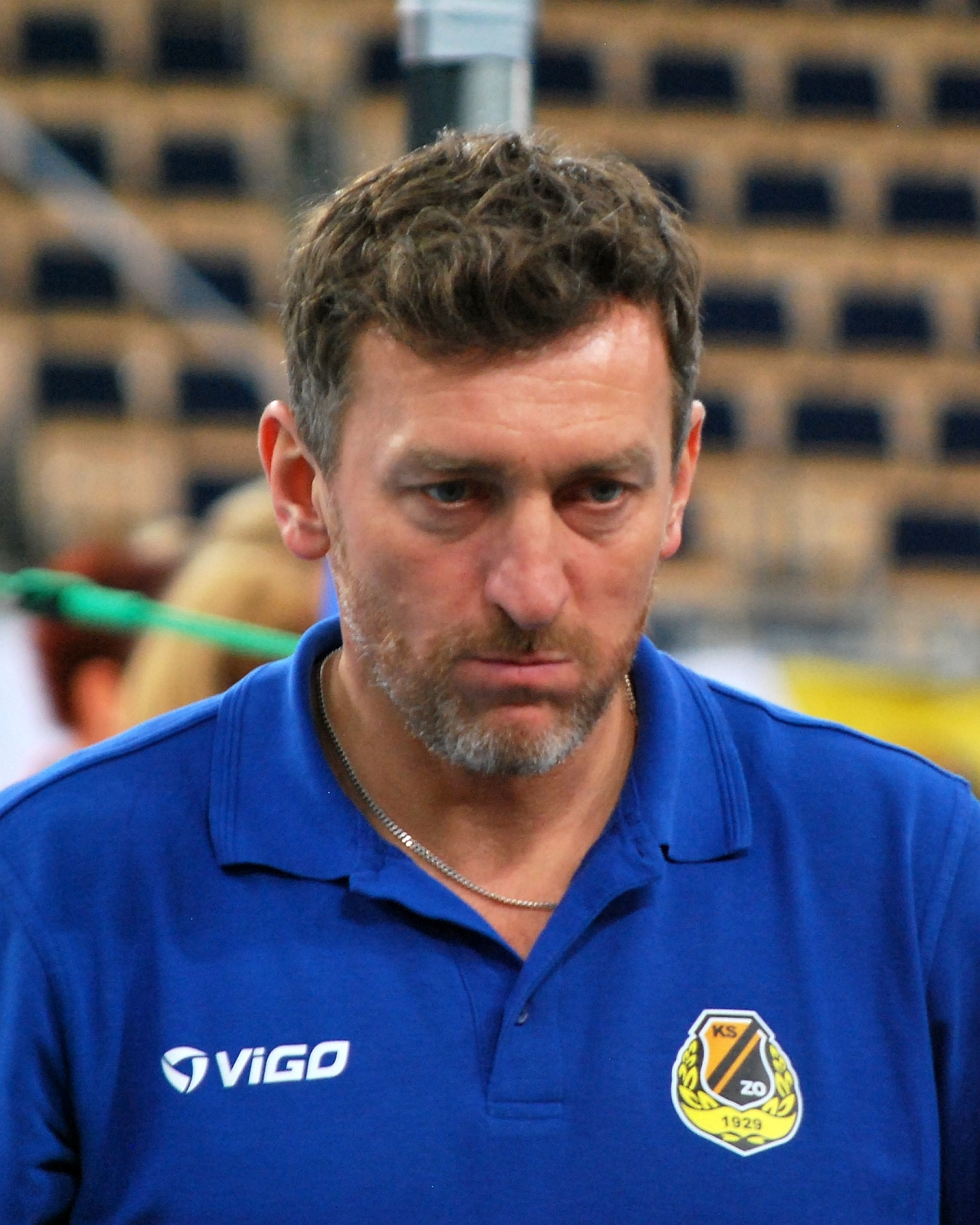
Dariusz Parkitny trenerem KSZO Ostrowca Świętokrzyskiego w sezonie 2014/2015

Dariusz Henryk Parkitny (ur. 19 stycznia 1968 w Częstochowie) – polski siatkarz występujący na pozycji przyjmującego, trener siatkówki.
Od sezonu 2021/2022 jest komisarzem meczów PlusLigi mężczyzn, a także turniejów siatkówki plażowej.

## Przebieg kariery trenerskiej
| Lata                      | Klub                         | Płeć      | Funkcja   |
| ------------------------- | ---------------------------- | --------- | --------- |
| 2003-2010 (do 12.2010)    | Czarni Wirex Rząśnia         | mężczyźni | I trener  |
| 2012 (od 06.01.2012)      | PLKS Pszczyna                | kobiety   | I trener  |
| 2012-2017                 | KSZO Ostrowiec Świętokrzyski | kobiety   | I trener  |
| 2017-2019                 | AZS Częstochowa              | mężczyźni | II trener |
| 2020-2021 (od 22.12.2020) | MCKiS Jaworzno               | mężczyźni | I trener  |

## Sukcesy

### Jako siatkarz

#### Siatkówka plażowa[8]
| Osiągnięcie        | Trofeum       | Rok             | Partner             |
| Mistrzostwa Polski | srebro · brąz | 2000 1998, 1999 | Jarosław Piotrowski |
| Mistrzostwa Polski | brąz          | 2003            | Rafał Matusiak      |
| Mistrzostwa Polski | brąz          | 2004            | Emil Siewiorek      |

### Jako trener
Mistrzostwo I ligi kobiet:
- 2014[10]